# Halalaimus nigrilapidarius
Halalaimus nigrilapidarius is een rondwormensoort uit de familie van de Oxystominidae. De wetenschappelijke naam van de soort is voor het eerst geldig gepubliceerd in 1977 door Boucher.